# Fordsons Football Club
Dernière mise à jour : 8 novembre 2009.
Fordsons Football Club est un ancien club de football Irlandais basé à Cork. Il a joué dans le championnat d'Irlande de football entre 1924 et 1930.
Le club est à l’origine l’équipe de football de l’usine de Ford de la ville de Cork. Cette usine est dans l’entre-deux-guerres le principal employeur de la ville. Le club tient son nom et son surnom du tracteur agricole Fordson. Le club s’est en premier installé dans les quartiers de Ballinlough et de Ballintemple et joue sur un terrain situé à Ballinlough Road. En 1930, Ford met fin à son association avec le club. Celui-ci se refonde sous l’appellation Cork Football Club et continuera à exister jusque dans les années 1950 même si les changements de nom seront nombreux (Cork City, Cork United et Cork Athletic FC).

## Histoire
En 1924, Fordsons est finaliste de la Coupe d'Irlande de football, perdant 1-0 contre Athlone Town. Un peu plus tard la même année, le club est admis à participer au Championnat d'Irlande de football qui a été créé quelques années auparavant. Il remplace le club Midland Athletic. De fait il devient le tout premier club de la ville de Cork à rejoindre un championnat alors réservé aux clubs de Dublin. En 1926, Fordsons parvient une deuxième fois en finale de la Coupe. Cette deuxième finale se joue contre les dublinois des Shamrock Rovers et voit la victoire de Fordsons par 3 buts à 2. Les buts ont été marqués par Dave Roberts et Paddy Barry (deux fois). Alors que les deux équipes étaient à égalité 2-2, les Rovers se voient accorder un pénalty mais le gardien de but Bill O’Hagan arrête le tir de Bob Fullam.
Au cours de la saison 1927-1928, c’est un joueur de Fordsons, Charlie Heinemann, qui est le meilleur buteur du championnat avec 24 buts.
Fordsons remporte à quatre reprises la Munster Senior Cup dans les années 1930, à chaque fois avec son équipe réserve.
Plusieurs joueurs du club ont été sélectionnés en équipe nationale ou en équipe de la Ligue d’Irlande (League of Ireland XI).

## Anciens joueurs internationaux
- Paddy Barry
- Frank Brady (le grand-oncle de Liam Brady)
- Charlie Dowdall
- Owen Kinsella
- Mick McCarthy
- Frank McLaughlin
- Jack O'Sullivan
- Harry Buckle
- Paddy Kelly
- Bill O'Hagan

## Palmarès
- Coupe d'Irlande (1)
  - Vainqueur : 1925-1926
  - Finaliste : 1923-1924

- Munster Senior Cup (5)
  - 1922-23, 1923-24, 1925-26, 1928-29, 1929-30

## Bilan saison par saison
| Saison  | Position |
| ------- | -------- |
| 1929-30 | 4e       |
| 1928-29 | 7e       |
| 1927-28 | 4e       |
| 1926-27 | 4e       |
| 1925-26 | 3e       |
| 1924-25 | 4e       |

## Sources
- (en) David Toms, « The Original "tractors boy's" : when a factory team dominated irish soccer », History Ireland, vol. 23, no 4,‎ juillet-août 2015, p. 40 à 42 (ISSN 0791-8224)